# کاج زمینی
کاج زمینی (نام علمی: Lycopodium dendroideum) نام یک گونه از سرده لیکوپدیوم است.